# Paris–Roubaix 1980
Das Eintagesrennen Paris–Roubaix 1980 war die 78. Austragung des Radsportklassikers und fand am Sonntag, den 13. April 1980, statt.
Das Rennen führte von Compiègne, rund 80 Kilometer nördlich von Paris, nach Roubaix, wo es im Vélodrome André-Pétrieux endete. Die gesamte Strecke war 264 Kilometer lang. Es starteten 164 Fahrer, von denen sich 31 platzieren konnten. Der Sieger Francesco Moser absolvierte das Rennen mit einer Durchschnittsgeschwindigkeit von 43,015 km/h.
Während des Rennens war es sonnig. 90 Kilometer vor dem Ziel drückte Dietrich Thurau auf das Tempo. René Bittinger, Francesco Moser, Gilbert Duclos-Lassalle und Roger De Vlaeminck blieben ihm auf den Fersen, Bittinger hatte bald darauf einen Platten, so auch De Vlaeminck, der zudem stürzte. Auch Duclos-Lassalle stürzte auf einem Pavé-Sektor, begann jedoch eine verbissene Jagd auf Thurau und Moser. Thurau konnte Mosers Tempo nicht mithalten und wurde schließlich von Duclos-Lassalle überholt. Moser erreichte die Radrennbahn in Roubaix mit einem Vorsprung von nahezu zwei Minuten auf den Zweiten. Er gewann zum dritten Mal das Rennen und zog damit mit Octave Lapize, Gaston Rebry und Rik Van Looy gleich.

## Radsportteams
| Profi-Radsportteams (15)- Sanson-Campagnolo - Peugeot-Esso-Michelin - Puch-Sem-Campagnolo - Renault-Gitane - IJsboerke-Warncke Eis - Boule d'Or-Sunair-Colnago - DAF Trucks-Lejeune - TI-Raleigh-Creda - Safir-Ludo - La Redoute-Motobécane - Miko-Mercier-Vivagel - Vermeer-Thijs-Mini-Flat - Marc-Carlos-V.R.D.-Woningbouw - HB Alarmsystemen - Boston-IFI-Mavic |
| |

## Gesamtwertung

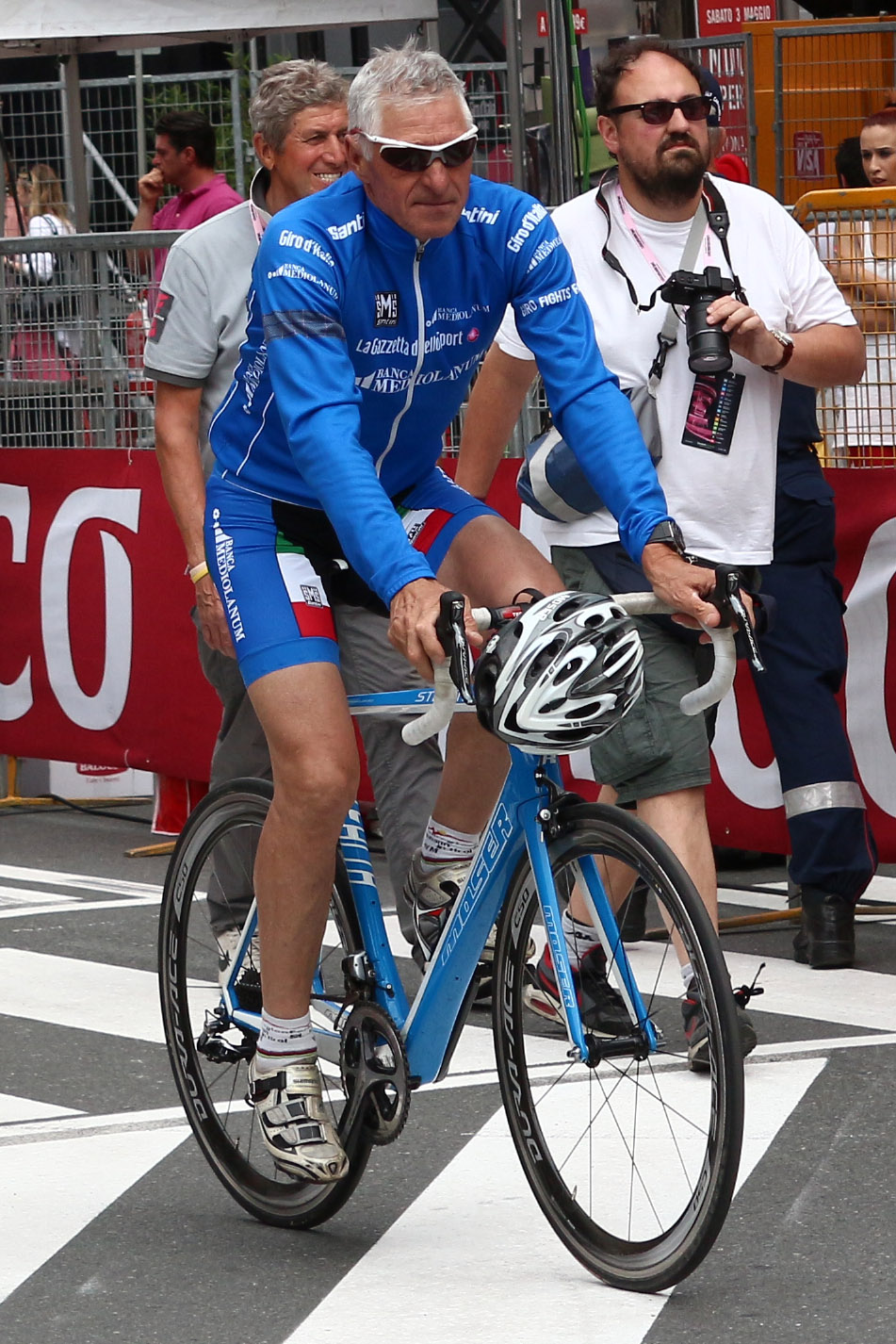
Francesco Moser (2014)

| \| Gesamtwertung \| Gesamtwertung \| Gesamtwertung \| Gesamtwertung \| Gesamtwertung \| \| Fahrer \| Fahrer \| Land \| Team \| Zeit \| \| ------------- \| ----------------------- \| ------------- \| ---------------------- \| --------------- \| \| 1. \| Francesco Moser \| Italien \| Sanson-Campagnolo \| 6 h 07 min 28 s \| \| 2. \| Gilbert Duclos-Lassalle \| Frankreich \| Peugeot-Esso-Michelin \| + 1 min 48 s \| \| 3. \| Dietrich Thurau \| Deutschland \| Puch-Campagnolo-Sem \| + 3 min 30 s \| \| 4. \| Bernard Hinault \| Frankreich \| Renault-Gitane \| + 6 min 05 s \| \| 5. \| Marc Demeyer \| Belgien \| IJsboerke-Warncke Eis \| + 6 min 05 s \| \| 6. \| Alfons De Wolf \| Belgien \| Boule d'Or-Studio Casa \| + 6 min 05 s \| \| 7. \| Daniel Willems \| Belgien \| IJsboerke-Warncke Eis \| + 6 min 05 s \| \| 8. \| William Tackaert \| Belgien \| DAF Trucks-Lejeune \| + 8 min 37 s \| \| 9. \| Ludo Peeters \| Belgien \| IJsboerke-Warncke Eis \| + 9 min 35 s \| \| 10. \| Piet van Katwijk \| Niederlande \| TI-Raleigh-Creda \| + 10 min 38 s \| |                         |             |                        |                 |
| |                         |             |                        |                 |
| Quellen: ProCyclingStats Cycling Archives |                         |             |                        |                 |
| Gesamtwertung |                         |             |                        |                 |
| Fahrer | Fahrer                  | Land        | Team                   | Zeit            |
| 1. | Francesco Moser         | Italien     | Sanson-Campagnolo      | 6 h 07 min 28 s |
| 2. | Gilbert Duclos-Lassalle | Frankreich  | Peugeot-Esso-Michelin  | + 1 min 48 s    |
| 3. | Dietrich Thurau         | Deutschland | Puch-Campagnolo-Sem    | + 3 min 30 s    |
| 4. | Bernard Hinault         | Frankreich  | Renault-Gitane         | + 6 min 05 s    |
| 5. | Marc Demeyer            | Belgien     | IJsboerke-Warncke Eis  | + 6 min 05 s    |
| 6. | Alfons De Wolf          | Belgien     | Boule d'Or-Studio Casa | + 6 min 05 s    |
| 7. | Daniel Willems          | Belgien     | IJsboerke-Warncke Eis  | + 6 min 05 s    |
| 8. | William Tackaert        | Belgien     | DAF Trucks-Lejeune     | + 8 min 37 s    |
| 9. | Ludo Peeters            | Belgien     | IJsboerke-Warncke Eis  | + 9 min 35 s    |
| 10. | Piet van Katwijk        | Niederlande | TI-Raleigh-Creda       | + 10 min 38 s   |